# Babysim

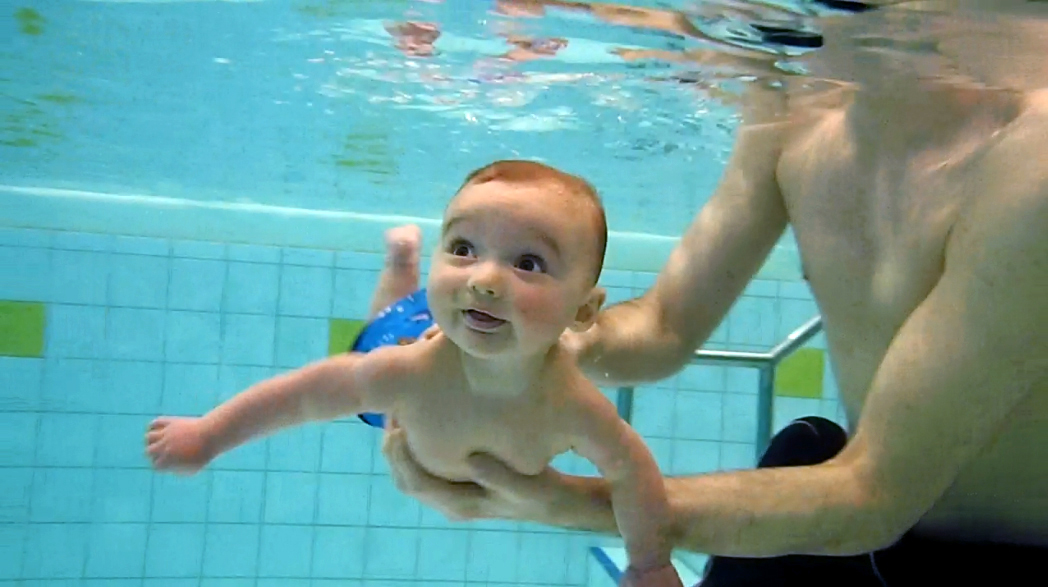
En baby simmar under vattnet.

Babysim är simning med barn under 2 år och har funnits som modern företeelse i världen sedan början av 1960-talet. Babysim skiljer sig mycket från land till land och även inom samma land. 

## Att simma under vatten
Att simma under vatten ("dyk") är en viktig färdighet för att kunna klara sig vid ett eventuellt olyckstillfälle. Tidigare trodde man att dykreflexen var av stor vikt. Idag vet man att denna inte på något sätt är avgörande för att kunna lära barnet att viljemässigt hålla andan under vattnet. Det viktiga är att man först har en grundtrygghet i vattnet och sedan att man gradvis lär barnet så att det känner att det fortfarande har kontrollen självt. 

## Babysim i Sverige
Babysim har funnits i Sverige sedan 1979 då Kungälvs Simsällskap införde det under ledning av Knut Rosén. Det var från början ett sätt att umgås. Trenden nu är att ha alltmer organiserade kurser med tydliga mål som ofta handlar om vattensäkerhet och motorisk utveckling. Dock är det i Sverige fortfarande mycket viktigt att man lyssnar till barnets behov och att allt sker under avslappnade former på barnets villkor.